# 양양 낙산사 칠층석탑
양양 낙산사 칠층석탑(襄陽 洛産寺 七層石塔)은 강원특별자치도 낙산사에 있는, 창건 당시 3층이던 것을 조선 세조 13년(1467년)에 이르러 현재의 7층으로 조성한 탑이다. 1968년 12월 19일 대한민국의 보물 제499호로 지정되었다.

## 개요
이 석탑은 창건 당시 3층이던 것을 세조 13년(1467)에 이르러 현재의 7층으로 조성한 탑이다. 이때 수정으로 만든 염주(念珠)와 여의주를 탑 속에 봉안하였다 한다.
조선은 유교를 통치 이념으로 삼음으로써 천여년간 국교로 자리잡고 있었던 불교는 쇠퇴의 길을 걷게 되었다. 그와 함께 불교와 관련된 조형 미술의 분야도 위축되지 않을 수 없었는데, 그나마 조선 전기에는 불교미술 분야에서 조성 양식이나 수법이 고려적인 작품이 다소 조성되었다. 낙산사7층석탑도 고려시대의 여운이 남아 있는 석탑 중 하나이다.
탑의 받침이 되는 기단부(基壇部)는 정사각형의 바닥돌 위로 밑돌을 놓았는데 윗면에 24잎의 연꽃무늬를 새겼다. 탑신부(塔身部)는 지붕돌과 몸돌을 1층으로 하여 7층을 이루고 있다. 각 층의 몸돌 아래로는 몸돌보다 넓고 두꺼운 괴임이 1단씩 있어 특징적이다. 지붕돌은 경사면이 평탄하며 네 귀퉁이의 들림이 잘 어우러져 전체적인 모양이 경쾌하다.
탑의 머리장식부에는 찰주를 중심으로 원나라의 라마탑(喇嘛塔)을 닮은 여러 장식들이 원형대로 보존되고 있어 또 다른 특징이 되고 있다.
고려시대의 양식을 이어 받고 있으나 전체의 조형이 더욱 간략화되었다. 강릉 신복사지 삼층석탑·평창 월정사 팔각 구층석탑 등의 탑신부와 비교해 볼 수 있다.

## 참고 문헌
- 양양 낙산사 칠층석탑 - 국가유산청 국가유산포털